# ACAE CJ-1000A
L’AVIC CJ-1000A, pour « Chang Jiang-1000A » (en chinois : « 长江-1000A »), est un turbofan chinois à fort taux de dilution, toujours en cours de développement. 

## Historique
Une maquette à échelle 1 du CJ-1000A a été dévoilée pendant le salon aéronautique de Zhuhai, en 2012.
Le CJ-1000A est un moteur en cours de développement pour l'avion de ligne bimoteur à fuselage étroit Comac C919, avec une poussée maximale allant de 98,07 à 196,12 kN. AVIC Commercial Aircraft Engines (ACAE) vise une certification pour le CJ-1000A entre 2022 et 2025.
Le CJ-1000A présente de nombreuses similitudes avec les réacteurs CFM International LEAP, Il se pourrait que certaines données ait été obtenues au travers de l'espionnage industriel de la coentreprise entre GE Aviation basée aux États-Unis et la société aéronautique française Safran qui fournit les réacteurs du C919.
En mars 2023, des rapports indiquent que la campagne d'essais en vol du moteur CJ-1000A a commencé sur un avion d'essai Y-20.

## Applications
- Comac C919
- Xian Y-20